# Niederländische Badmintonmeisterschaft 1960
Die Niederländische Badmintonmeisterschaft 1960 fand bereits Mitte Dezember 1959 in Eindhoven statt.

## Finalergebnisse
| Disziplin    | Sieger                       | Finalist                    | Ergebnis            |
| ------------ | ---------------------------- | --------------------------- | ------------------- |
| Herreneinzel | Pim Seth Paul                | Jo van den Sluijs           | 15-10, 11-15, 15-12 |
| Dameneinzel  | Els Robbé                    | Marloes van Swelm           | 11-3, 11-4          |
| Herrendoppel | Hans Kok Karel van der Burg  | Pim Seth Paul Leo Fortunati | 9-15, 15-9, 17-16   |
| Damendoppel  | Marloes van Swelm Janny Keps | M. Gaus Els Robbé           | 15-12, 15-17, 15-4  |
| Mixed        | Lex Meijer Frieda Quist      | R. Ch. de Wit Els Robbé     | 17-15, 15-5         |